# Бессараб Валерій Олександрович
Валерій Олександрович Бессараб (нар. 18 серпня 1944, Москва — 9 січня 2013, Київ) — український актор театру та кіно. Народний артист Української РСР (1987).

## Життєпис
Валерій Бессараб народився 18 серпня 1944 року у Москві.
У 1965 році закінчив акторський факультет Київського державного інституту театрального мистецтва ім. Івана Карпенка-Карого.
З 1966 року працював у Київському театрі російської драми ім. Лесі Українки.
Грав у виставах, як «Діти Ванюшина» С. Найдьонова, «Віяло» К. Ґольдоні, «Як важливо бути серйозним» О. Вайльда, «Сподіватися» Ю. Щербака, «І відлетимо з вітрами» М. Зарудного, «Лихо з розуму» О. Грибоєдова, «Хижаки» О. Писемського, «ТБЕЖ» Б. Нушича, «Сава» Л. Андрєєва, «Молоді роки короля Людовіка XIV» А. Дюма.
Грав у фільмах «Ключі від неба», «На Київському напрямку», «Місяць травень», «Бухта Олени», «З днем народження», «Здрастуй, Гнате» та багатьох інших.
У системі акторських засобів поєднував лірику з елементами «популярних» жанрів (гротеск, бурлеск, сатира).
Останні 16 років життя актор не з'являвся ані в театрі, ані на публиці. Він довго хворів і не хотів, щоб його бачили безпорадним і майже безногим. За ним доглядала дружина — народна артистка України Ірина Дука.
Помер 9 січня 2013 року в Києві. Тіло було кремовано, а урну з прахом поховано на Байковому кладовищі (колумбарна ділянка № 9).

## Фільмографія
Фулхем мультфільм 1977 Озвучування Дідусь 